# Aún hay algo
"Aún Hay Algo" é uma canção do grupo pop mexicano RBD, gravada para o seu segundo álbum de estúdio, Nuestro Amor (2005). A faixa foi escrita por Carlos Lara e Max di Carlo e lançada como segundo single do álbum em 18 de novembro de 2005 pela EMI Music.
Uma versão em português chamada "Venha de Novo O Amor" está presente no álbum Nosso Amor Rebelde (2006).

## Vídeo musical
O videoclipe de "Aún Hay Algo" foi filmado nos camarins do Auditório Nacional e foi dirigido pelo produtor Pedro Damián, tornando-se o quarto trabalho que Damián fez para o RBD. Embora o vídeo tenha estreado em novembro de 2005, teve um sucesso notável durante os primeiros 3 meses de 2006.
O vídeo é sobre o que todos os membros do grupo fazem antes de se apresentar em um de seus shows. A banda vive jornadas surreais por diferentes partes de um teatro. Por fim, o vídeo mostra imagens de como são os shows do RBD.

## Formato e duração
- Download digital e streaming[2]

1. "Aún Hay Algo" – 3:34

- Download digital e streaming – versão em português[3]

1. "Venha de Novo O Amor" – 3:35

## Outras versões
O grupo musical de rock mexicano Moderatto lançou em 18 de agosto de 2022 uma versão de "Aún Hay Algo" em parceria com a cantora Renee, a canção está presente no álbum Rockea Bien Duro (2022), lançado em homenagem ao grupo RBD.

## Créditos e pessoal
Todo o processo de elaboração da canção atribui os seguintes créditos pessoais:
- Alfonso Herrera – vocal
- Anahí – vocal
- Christian Chávez – vocal
- Christopher von Uckermann – vocal
- Dulce María – vocal
- Maite Perroni – vocal
- Carlos Lara – compositor, produtor
- Max di Carlo[a] – compositor, produtor

## Prêmios e indicações
| Ano  | Prêmio           | Categoria   | Resultado | Ref.  |
| ---- | ---------------- | ----------- | --------- | ----- |
| 2006 | Premios Juventud | Mi Ringtone | Venceu    | [ 7 ] |